# 진주 옥봉성당
진주 옥봉성당(晉州 玉峰聖堂)은 대한민국 진주시에 위치한 로마 가톨릭교회의 성당으로 1933년에 건립되었다. 2005년 4월 15일 대한민국의 국가등록문화재 제154호로 지정되었다.

## 개요
이 성당은 1911년 진주 문산성당의 옥봉공소로 시작하여, 진주지역 천주교회사에서 중요한 역할을 하였다. 정면의 돌출된 높은 종탑을 중심으로 성당이 좌우대칭으로 구성되어 있다. 건립 당시에는 종탑과 예배실을 갖춘 일자형 평면이었으나, 신자가 늘어나자 여러 차례 증축하면서 제의실 등을 덧붙여 현재 모습을 갖추게 되었다.
1911년 진주 문산성당의 옥봉공소로 시작하여 진주지역 천주교회사에서 중요한 역할을 한 성당이다.

## 연혁
- 1923년에 현 옥봉성당 본당건물(日式 목조건물로 추정됨, 사진자료)의 기초가 될 건물을 신축하고 그해 11월 26일 준공
- 1931년 11월 8일에는 목조 본당건물에 鐘塔을 축조하여 聖鐘 축성식을 거행
- 1932년 김계룡(베드로)신부가 부임하여 성당에 인접한 대지 119평을 매입하여 50평 규모의 적벽돌조 건물로 현재의 성당건물 신축
- 1933년 9월 본당건물 완공
- 1952년에는 6.25으로 인해 파손된 본당 건물을 전면 보수하고 당초보다 40평을 증축하고 전반적인 보수공사를 실시
- 1967년 11월에 박정일 신부가 본당건물을 30평 증축하고, 지하에 교리실을 시설했다. 아울러 본당건물 내부를 현재와 같이 개조
- 1979년 1월에 부임한 정덕범 신부는 증축한 본당건물의 지붕공사를 마무리
- 1991년에는 현 본당건물 현관에 면해 콘크리리트조 계단 건축
- 1952년 40평 증축 및 보수공사
- 1967년 30평 중축 공사
- 1991년 지붕교체 공사 및 진입부 공사

## 사진

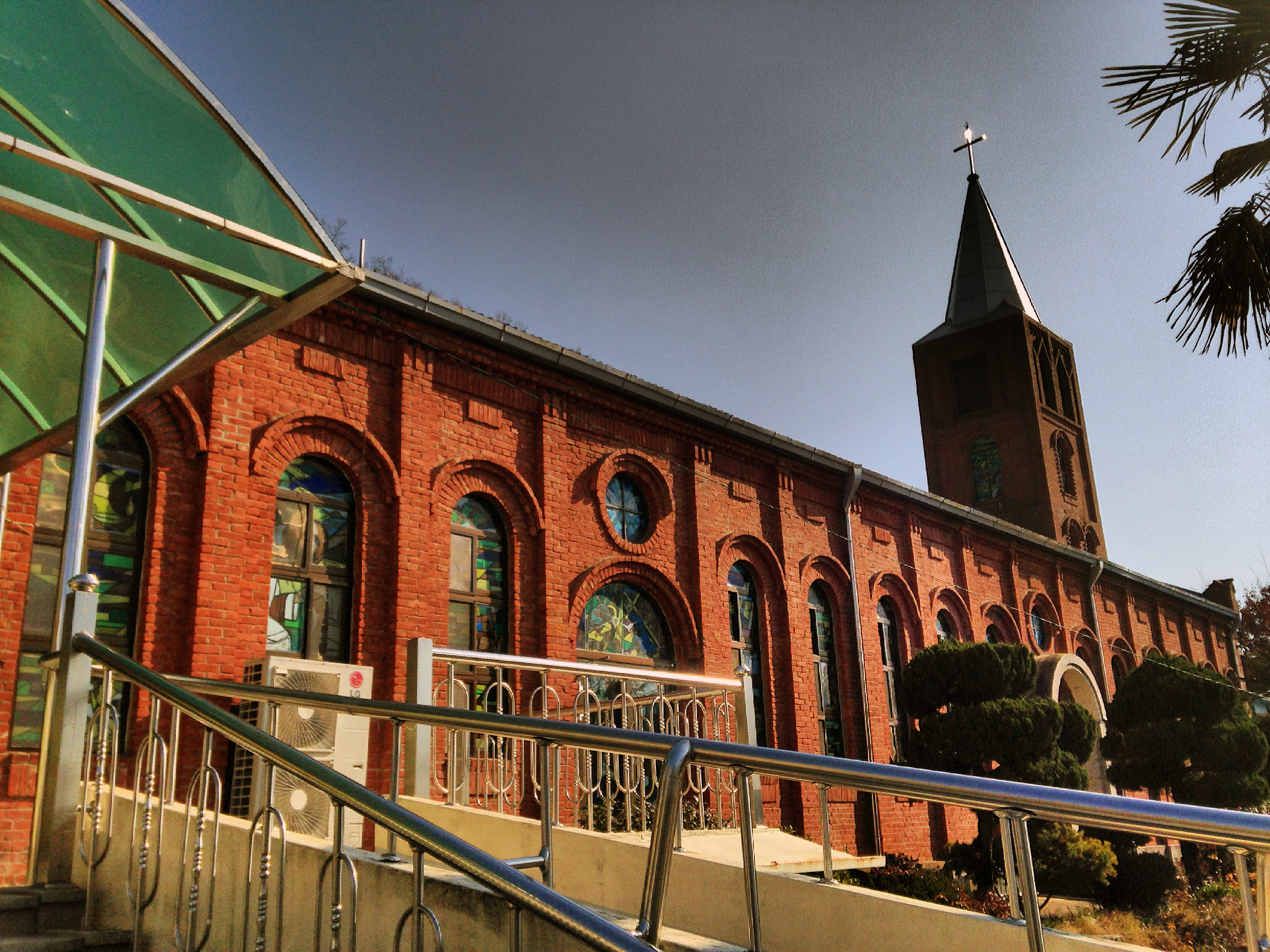
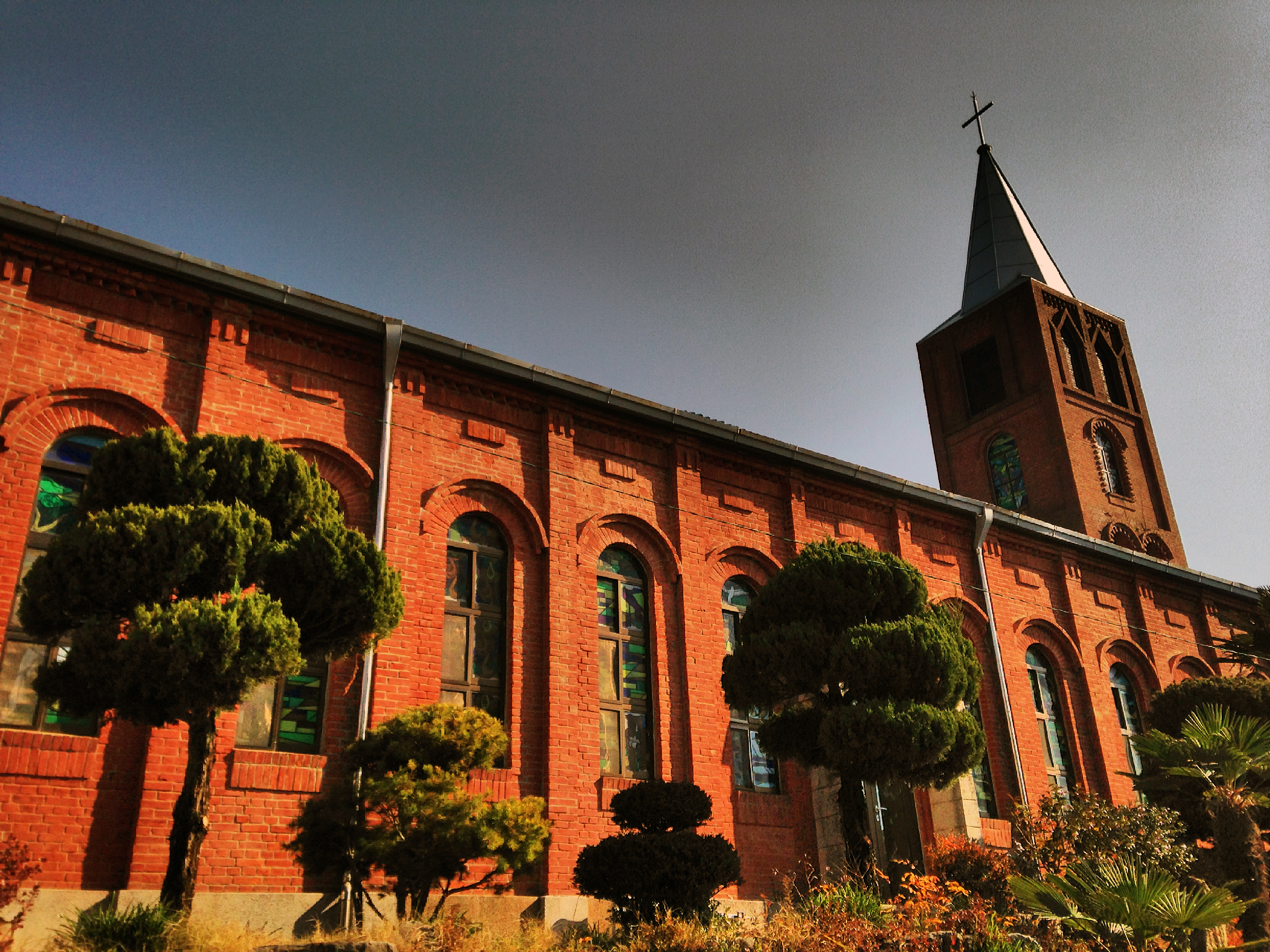

## 같이 보기
- 명동성당